# Cinque dita di violenza
Cinque dita di violenza (Tian xia di yi quan, 天下第一拳, ossia "Il pugno numero uno nel mondo") è un film del 1972 diretto da Chang-hwa Jeong.
Il film, prodotto ad Hong Kong, lanciò in Italia il filone dei film di kung-fu nel 1973.
Il film non è da confondere con un'altra produzione di Hong Kong del 1971, distribuita in Italia con il titolo Le 4 dita della furia.

## Trama
Sung Wu-yang, un anziano maestro di arti marziali, subisce un tentato omicidio da parte di un gruppo di teppisti, al comando di Wan Hung-chieh, riuscendo a cavarsela pur riportando alcune ferite. Subito dopo riceve a casa la visita di Lu Ta-ming, un tempo suo allievo ed ora studente presso una scuola di kung fu Wu Shan, diretta da un suo amico (Chen Hsin-Pei). Avendo compreso di non essere più abile nella lotta come un tempo, lo Shifu decide di inviare nella palestra dell'esperto Chen-Hsin-Pei anche il suo discepolo prediletto (Chih-Hao) affinché questi completi la propria istruzione (il maestro infatti non si ritiene capace di fornire gli insegnamenti utili a far progredire ulteriormente il suo pupillo).
Quest'ultimo da principio rifiuta l'ordine per non abbandonare l'anziano e sua figlia Ying Ying (di cui è innamorato), ma di fronte alle insistenze di colui che considera come un padre, è costretto a ripensarci. Promette quindi di trionfare nel Torneo di Lotta in programma di lì ad un anno per evitare che la vittoria vada a persone pericolose come gli aggressori di Wu-yang: solo così potrà ottenere da questo il consenso per sposare la sua amata.
Anche il potente quanto spietato signorotto locale Meng Tung-Shun e suo figlio (il vero mandante dell'attentato iniziale) bramano l'ambito titolo che assicurerebbe alla loro Scuola di Arti Marziali il predominio sulle altre, e sono disposti a tutto pur di ottenerlo: a tal scopo si alleano con un temibile lottatore di nome Chen Lang. Nel frattempo Chih-Hao si sta recando da Hsin-Pei. Durante una sosta soccorre la bella Yen Chu Hung, cantante di un gruppo musicale itinerante, impedendo a Wan Hung-chieh e ai suoi sgherri di rapirla come dono a Tung-Shun quale parziale rimedio al loro fallito assassinio; la ragazza, innamoratasi del suo salvatore, lo prega di proseguire insieme il viaggio sicura così di essere potenzialmente al riparo da ulteriori insidie.
Chih-Hao alla fine giunge a destinazione e qui subisce una specie di esame di ammissione alla prestigiosa palestra: si tratta di un duello "al primo sangue" con Han Lung, il migliore lottatore della scuola e da tempo spasimante di Yen Chu Hung. Hsin-Pei decreta la vittoria del proprio allievo e ordina che Chih-Hao venga relegato in cucina come sguattero perché indegno di frequentare le sue lezioni a causa della sua scarsa preparazione; nonostante le notevoli difficoltà iniziali il giovane si dedica con maggiore impegno ed umiltà allo studio oltre che alle proprie degradanti mansioni facendo notevoli progressi.
Il nuovo maestro si dimostra giusto quanto severo: accortosi dei passi avanti compiuti dal nuovo arrivato decide finalmente di ammetterlo ai suoi corsi. La notizia giunge alle orecchie di Tung-Shun, il quale ordina a Chen Lang una spedizione punitiva presso la scuola di Hsin-Pei. Nel corso del combattimento Chen Lang sconfigge i migliori allievi di Hsin-Pei, venendo però sconfitto da quest'ultimo. Mentre però finge di allontanarsi colpisce Hsin-Pei con una testata a tradimento, ferendolo seriamente. Chi-Hao medita vendetta e il giorno dopo si reca al locale frequentato dai "villains" al soldo di Tung-Shun, sfidando Chen Lang e sconfiggendolo.
Venuto a sapere di ciò, Hsin-Pei convoca subito l'allievo, rimproverandolo per essersi cimentato in una rissa in un pubblico locale, ma resta colpito quando Chih-Hao gli confessa di aver fatto ciò perché sentitosi umiliato per la slealtà dimostrata da Chen Lang. Avendo quindi messo alla prova Chih-Hao e verificato il suo alto senso dell'onore, gli consegna un manuale segreto che illustra la tecnica del "Palmo d'acciaio", una tecnica letale, da usare solo in caso di estrema necessità ed al solo scopo di far trionfare la giustizia.
Durante il colloquio fra i due, purtroppo, Wan Hung-chieh piazzatosi all'esterno dell'abitazione ad origliare, sente tutto e corre a riferire a Tung-Shun. Costui è seriamente preoccupato che Chih-Hao possa vincere il torneo e decide di chiamare dal Giappone il maestro Okada, uno spietato samurai, che giunge accompagnato dai maestri Matsutaro (esperto di karate) e Sayumon (esperto di judo). I tre iniziano a terrorizzare la scuola di Hsin-Pei uccidendo Du-Wei (uno degli istruttori), corrompendo Han-Lung e ferendo seriamente Chih-Hao fracassandogli le mani. Costui, quasi esanime, viene ritrovato da Yen Chu Hung, la quale lo accoglie in casa sua curandolo e sperando che egli possa innamorarsi di lei. Nel frattempo presso la scuola di Hsin-Pei l'assenza di Chih-Hao preoccupa il maestro, il quale valuta di sostituirlo con Han-Lung. Intanto i tre giapponesi continuano nelle loro azioni intimidatorie, recandosi presso la scuola di Sung Wu-yang ed uccidendo barbaramente il vecchio maestro.
Costui, prima di morire, fa promettere alla figlia Ying Ying di tenere all'oscuro Chih-Hao per non demoralizzarlo in vista del torneo. L'amico Ta Ming intanto scopre Chih-Hao, ancora ferito, presso l'abitazione di Yen Chu Hung e ricordandogli i suoi impegni morali verso la scuola e verso Ying Ying, lo convince a tornare dal maestro. Qui Chih-Hao si allena duramente, guarisce e vince tutte le fasi di qualificazione per l'accesso al torneo, battendo Han-Lung. Costui, malconcio, si reca da Tung-Shun, suggerendo un'imboscata contro Chi-Hao. Tung-Shun, che aveva già valutato questa ipotesi, vedendosi scoperto fa combattere Han-Lung contro Matsutaro e Sayumon, i quali lo riducono a mal partito. Infine interviene il figlio di Tung-Shun il quale, slealmente, colpisce Han-Lung agli occhi, accecandolo.
Di fronte a ciò Chen Lang, preso da una profonda crisi di coscienza, abbandona Tung-Shun e corre ad avvertire Chih-Hao dell'imboscata, tesagli dai giapponesi per non farlo giungere al torneo e far così vincere il figlio di Tung-Shun. Chih-Hao si batte contro di essi, uccidendo Matsutaro e Sayumon, mentre Okada combatte contro Chen Lang. Chih-Hao riesce così a giungere in tempo al torneo, proprio mentre Tung-Shun sta convincendo l'arbitro a squalificarlo per mancata presentazione. Supera così tutte le fasi preliminari e sconfigge in finale il figlio di Tung-Shun.
Quest'ultimo, rabbioso per la sconfitta del figlio, mentre tutti stanno festeggiando la vittoria di Chih-Hao, col pretesto di congratularsi con Hsin-Pei, lo pugnala a tradimento per poi allontanarsi rapidamente. Chih-Hao nel vedere il maestro esanime spirare fra le sue braccia, apprende da Ying Ying la notizia della morte di suo padre e decide di vendicarsi. Nel frattempo Tung-Shun e suo figlio, rincasando, vengono attaccati da Han-Lung il quale, aiutato da Yen Chu Hung che gli indica dove colpire, acceca il figlio di Tung-Shun. Nelle fasi del combattimento, il figlio di Tung-Shun viene ucciso accidentalmente dal padre il quale, disperato, uccide Han-Lung e Yen Chu Hung.
In quel momento giunge Chih-Hao che stermina tutti gli sgherri di Tung-Shun: costui, per non farsi prendere vivo da Chih-Hao, preferisce suicidarsi facendo seppuku. Mentre torna alla scuola, accompagnato da Ta-Ming e Ying-Ying, Chih-Hao viene fermato da Okada il quale gli mostra la testa mozzata di Chen Lang. Iniziano quindi a combattere, Chih-Hao a mani nude contro Okada armato di katana. Riuscendo a fermare la lama, stringendola fra i palmi e spezzandola, Chih-Hao ha la meglio contro Okada, adoperando la tecnica del palmo d'acciaio. Ucciso così l'ultimo nemico, si reca alla scuola mentre il sole sorge all'orizzonte.

## Distribuzione
La versione inglese del film, distribuita dalla Warner Bros., fu la pellicola che lanciò la follia per i film di kung fu. La versione italiana viene distribuita dalla PIC-DEAR il 26 gennaio 1973, con doppiaggio SAS. L'incasso italiano di allora fu di circa 880 milioni di lire nelle sole prime-visioni, ma il film fu rieditato nelle sale negli anni successivi fino al 1980 con la tagline: "È stato il Primo, resterà il migliore!". Poiché la scena che più colpì il pubblico era quella in cui Tung Ling acceca Nam Kung Hsiu con un colpo a dita tese, fu stampato un secondo manifesto del film mostrante due bulbi oculari nel palmo d'una mano. La tagline regionale fu cambiata dopo qualche settimana dall'incredibile successo del film, da "I più fortunati morivano subito" (che rimase in seconda) a "Il film che i romani hanno soprannominato Er più forte de' tutti!".
Fu peraltro acquistato dalla distribuzione per una somma ridicola (l'equivalente di circa cinque milioni di lire di allora). Lo stesso produttore Run Run Shaw lo considerava una sua opera minore, dichiarando all'intervistatrice Oriana Fallaci (L'Europeo, luglio 1973) che era molto sorpreso che gli americani avessero scelto di distribuire questo film e non invece Ma Yung Cheng/Boxer from Shangtung (che uscirà in Italia col titolo Il drago si scatena, ma passerà inosservato), che gli era costato molto di più (400.000 dollari contro i centomila di Cinque dita di violenza) e, a suo dire, valeva dunque molto di più. Negli anni novanta Cinque dita... fu rieditato e ridoppiato da una cooperativa milanese. Il protagonista Lo Lieh (vero nome: Wang Li Ta) era usualmente impiegato come Cattivo nei film di Kung Fu. Qui era nella parte a lui inusuale del Buono. La trama ricalcava alcuni western, in particolare Il cavaliere della valle solitaria e Django (di cui riprende anche l'idea delle mani fracassate per rendere il protagonista inabile nella lotta). In America il film incassò 5 milioni di dollari nelle prime visioni.

## Influenza culturale
Quentin Tarantino - che ha inserito nella sua personale classifica di capolavori proprio questo film - ha usato poi le Cinque dita di violenza come la mossa più letale del suo Pai-mei in Kill Bill. Tarantino aggiunse inoltre all'inizio di Kill Bill il logo di produzione dei fratelli Shaw, produttori di Cinque dita di violenza. L'effetto (creato da Quincy Jones ma non per questo film, che si limitò a rubarlo), che sentiamo quando Lieh Lo carica la sua energia, è stato infine utilizzato da Tarantino per entrambi i volumi di Kill Bill: lo sentiamo quando la Sposa guarda negli occhi per la prima volta i suoi avversari, e non è altro che l'inizio della sigla del telefilm Ironside (1967) con Raymond Burr.
Nel film 5 è il numero perfetto di Igort in una sequenza ambientata in un cinema napoletano, il protagonista vede la proiezione di Cinque dita di violenza. L'intenzione del regista era quella di creare un senso di spaesamento nel personaggio, abituato ad una diversa rappresentazione della violenza nei film.